# Фаина Раневская
Фаина Георгиевна Раневская (рождено име на руски: Фанни Ги́ршевна Фе́льдман) е руска съветска актриса от театъра и киното.
Известна е със своите афоризми и остър език.

## Биография
Фани Фелдман е родена в богато еврейско семейство в гр. Таганрог в автономната Област на Донската войска на Руската империя. Баща ѝ Гирш Хаймович Фелдман е собственик на фабрика за сухи бои, мелници, параход. Тя има 3 братя и сестра.
В началото на кариерата ѝ е наречена по главната героиня помешчицата Раневская в пиесата „Вишнева градина“ („Вишнёвый сад“) на Чехов, с която фамилия по-късно става известна.
Отначало играе в много театри, започвайки от пътуващи и провинциални – в Керч, Феодосия (1915 – 1916), Ростов на Дон (1916 – 1917), Симферопол (1918 – 1924). След това играе в Москва, Баку, Архангелск, Смоленск, Сталинград и се установява в Москва ог 1931 г. Повече от четвърт век играе в театър „Моссовет“ (Театр имени Моссовета).
В киното дебютира през 1934 г. Снима се в „Мосфилм“, после през войната и след нея — в Ташкентската киностудия.
През 60-годишната си актьорска кариера има десетки роли в театъра и около 30 роли в киното. Член е на Съюза на кинематографистите на СССР. Освен това е участвала в телевизионен филм-спектакъл, два пъти в кинопреглед, в озвучаване на два анимационни филма.
Удостоена е с редица награди: 3 пъти лауреатка на Сталинска премия (1949; 1951 – 2 пъти), заслужила (1937) и народна (1947) артистка на РСФСР, народна артистка на СССР (1961), дама на ордена „Ленин“ (1976).